# Crimson Gem Saga
Crimson Gem Saga (także Astonishia Story 2 i Garnet Chronicle) – gra komputerowa z gatunku jRPG stworzona przez Ironnos i wydana przez japoński koncern Atlus. Sequel Astonishia Story. Została wydana na platformy PlayStation Portable i iOS. Światowa data premiery miała miejsce 26 maja 2009 roku. Gra posiada ręcznie rysowaną grafikę 2D w stylu mangowym. Ilustracje są utrzymane w stylistyce japońskiego komiksu. Gra posiada sześć grywalnych postaci i szereg postaci niezależnych. Część dialogów w grze jest udźwiękowiona.
Akcja gry dzieje się w świecie Latein, skąd zostaje skradziony potężny artefakt zwany Crimson Gem.

## Fabuła
Killian jest świeżo upieczonym kawalerzystą, który z wyróżnieniem ukończył akademię wojskową w Green Hill. Gdy wyrusza w drogę, by wstąpić w szeregi straży, ratuje z opresji młodą niewiastę o imieniu Spinel. Życie głównego bohatera zmienia się. Zamiast korytarzy akademii przyjdzie mu zwiedzać złowrogie krainy, mroczne wypełnione wszelakimi monstrami podziemia. A to wszystko w poszukiwaniu artefaktu zwanego Wicked Stone.

## Rozgrywka
Eksploracja świata przedstawiona jest w rzucie izometrycznym. Walka jest prowadzona w standardowym dla jRPG trybie turowym, gdzie gracz ma dużą w porównaniu do innych gier ilość czasu na zaplanowanie swoich posunięć. W tej części wprowadzono Critical Combo System, który pozwala na zadanie przeciwnikowi serii dodatkowych ciosów po udanym ataku krytycznym. Można też wyprowadzać wyjątkowo potężne ataki łączone kilkoma postaciami. Przewagę można zdobyć jeszcze przed właściwą walką, zaskakując wroga (podchodząc niepostrzeżenie od tyłu), co daje dodatkowy ruch na początku tury.

## Bohaterowie
Killian von Rohcoff – Główna postać w grze. Ambitny młodzieniec dobrze wyszkolony w rzemiośle wojennym, lecz zawsze stojący w cieniu swego kolegi z akademii Herberta. Jest strasznie zawiedziony z faktu iż to on został odznaczony jako najlepszy kawalerzysta w akademii mimo że Killian otrzymał drugie miejsce. Nierozgarnięty i nieporadny, zwłaszcza w kontaktach ze Spinel. Zawsze gotów udzielić pomocy gdy ktoś jej potrzebuje. Włada wielkim dwuręcznym mieczem.
Herbert von Guterrian – Odwieczny rywal Killiana. Najlepszy z kawalerzystów w akademii Green Hill. Arogancki i dumny ze swoich osiągnięć. Popisuje się przed Killianem i poniża go pokazując swoje umiejętności.
Spinel – Młoda elfka o niewątpliwej urodzie. Poszukiwaczka skarbów która namawia Killiana do szukania Wicked Stone’a. Pewna siebie, zadziorna, często żartuje z Killiana i przypomina mu o jego nieporadności względem kobiet. Zawsze gotowa wykorzystać swoje wdzięki by zwieść i oszukać naiwnych mężczyzn.
Jeffrey – Opryskliwy chłop którego najwyraźniej oszukała Spinel bo to z jego rąk uratował ją Killian. Spotykamy go kilkakrotnie w ciągu gry.
Henson – Młody adept sztuk magicznych. Drużyna spotyka go w podziemiach gdzie proponuje mu dołączenie do drużyny. Włada magią żywiołów spopielając wrogów i zsyłając na nich burze błyskawic. Inteligentny i pewny swoich umiejętności aczkolwiek zawsze potrafi ocenić siłę przeciwnika i wie, kiedy się wycofać
Gelts – Mężczyzna w podeszłym wieku. Lubi sobie popić czym potrafi sprawić problemy swojej kompanii. Często żali się tym że wyrzucili go z ministerstwa (czyżby picie na służbie?). Lubi przechwalać się przed resztą towarzyszy przez co nie traktują go do końca poważnie.
Lahduk – Mnich, przydzielony z Order of Light by pilnował Killiana w poszukiwaniu Wicked Stones. Na początku surowy, ale później przekonuje się do swoich towarzyszy. Jest wyspecjalizowany w sztukach walki i najbardziej doświadczony z całej reszty.
Acelora – Młoda, dobrze rokujący rycerz. Gdyby los nie obrócił się przeciwko niej możliwe ze awansowała by na Oficera. Poznajemy ją gdy zostaje wysłana jako asysta dla Lahduka by pilnowała z ukrycia grupę Killiana.